# Jaap Hijma
Jacob (Jaap) Hijma (Leeuwarden, 4 juli 1955) is een Nederlands jurist en emeritus hoogleraar burgerlijk recht aan de Universiteit Leiden.
Hijma studeerde rechten aan de Universiteit Leiden van 1973 tot 1978. Na zijn afstuderen begon hij te werken aan een proefschrift, waarvoor hij in 1985-1986 ook een jaar werkzaam was als fellow van het Netherlands Institute for Advanced Study te Wassenaar. Op 28 januari 1988 promoveerde hij cum laude bij Wim Kleijn op Nietigheid en vernietigbaarheid van rechtshandelingen; nog datzelfde jaar werd hij benoemd tot hoogleraar aan de Universiteit Leiden met als leeropdracht het burgerlijk recht. Op 22 september 1989 sprak hij zijn oratie uit getiteld Het constitutieve wijzigingsvonnis (in het licht van de derogerende werking van redelijkheid en billijkheid). In 2020 ging Hijma met emeritaat als hoogleraar; hij werd opgevolgd door Vanessa Mak.
Hijma's wetenschappelijke interesses omvatten het vermogensrecht in brede zin, waaronder het verbintenissenrecht en het consumentenrecht. Hij was auteur van onder meer het deel Koop en ruil van de Asser-serie, het deel Rechtshandeling en overeenkomst in de Studiereeks Burgerlijk Recht, en het Compendium van het Nederlands vermogensrecht. Verder was hij raadsheer-plaatsvervanger bij het Gerechtshof Arnhem-Leeuwarden en vaste annotator van de Nederlandse Jurisprudentie en Ars Aequi.